# Paradiž (Sveta Nedelja)
Pour les articles homonymes, voir Paradiž.
Paradiž (en italien : Paradiso) est une localité de Croatie située en Istrie, dans la municipalité de Sveta Nedelja, dans le comitat d'Istrie. En 2001, la localité comptait 57 habitants.

## Démographie
| 1948 | 1953 | 1961 | 1971 | 1981 | 1991 | 2001 |
| ---- | ---- | ---- | ---- | ---- | ---- | ---- |
| 138  | 135  | 125  | 102  | 85   | 71   | 57   |